# Educação na Bulgária
A educação na Bulgária é supervisionada pelo Ministério da Educação e Ciência. A educação em tempo integral é compulsória para todas as crianças entre 7 e 16 anos. Crianças de 6 anos podem se matricular na escola de acordo com a escolha dos seus pais. O ensino primário e secundário nas escolas pertencentes ao país são gratuitas. O currículo do sistema educacional búlgaro se foca em oito principais temas: língua e literatura da Bulgária, língua estrangeira, matemática, tecnologia da informação, ciências sociais e cívicas, ciências naturais e ecologia, música e arte, educação física e esportes. O ano escolar começa em 15 de setembro e termina em maio ou junho dependendo da série dos alunos. As classes ocorrem em cinco dias da semana, normalmente com dois turnos (manhã e tarde). O ano escolar é dividido em dois termos com feriados para o Natal, Páscoa e Verão. O sistema de notas é baseado em numerais, variando de 2 a 6.